# Robert Dunsmuir

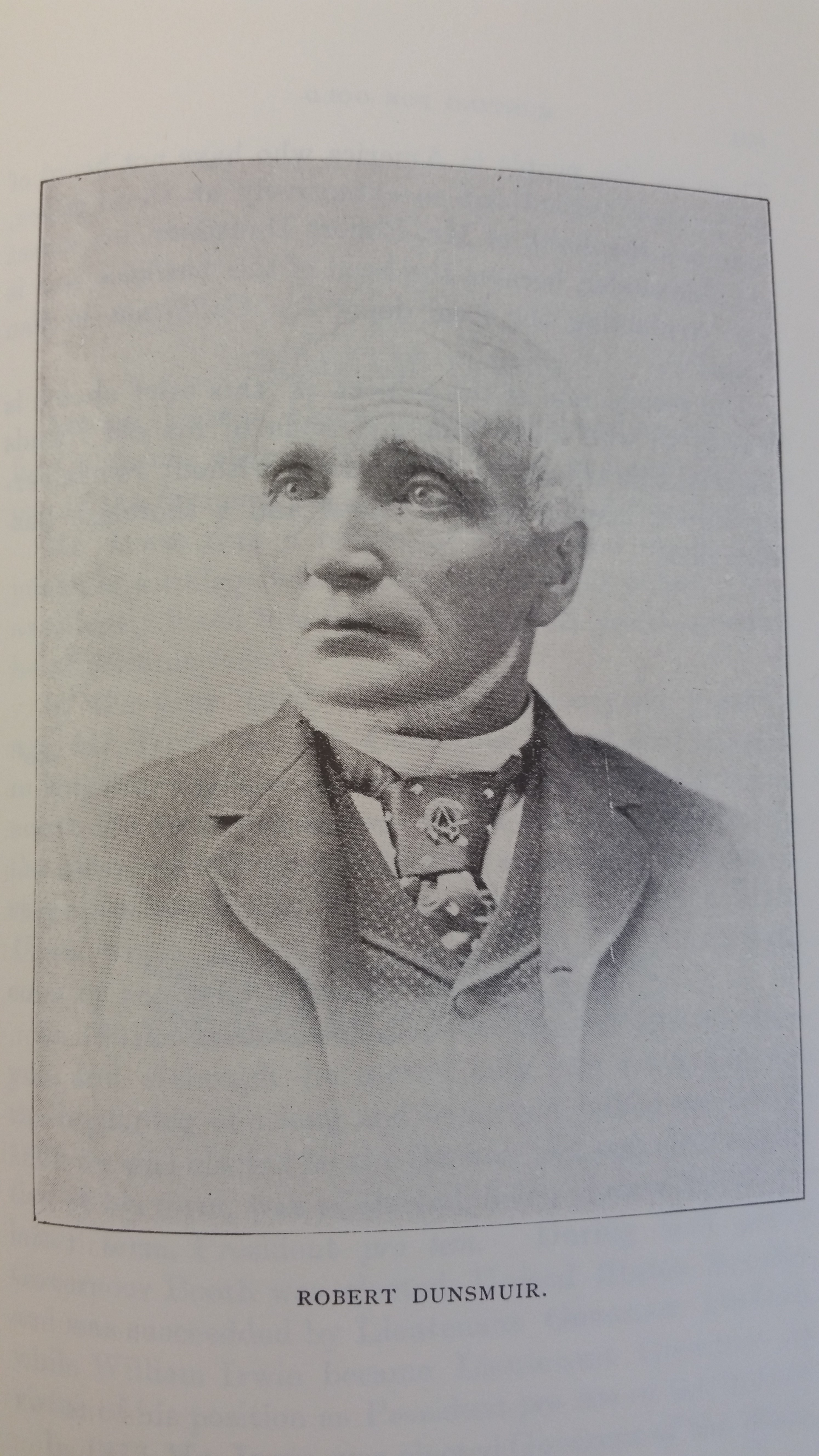
Robert Dunsmuir

Robert Dunsmuir (* 31. August 1825 in Hurlford, Schottland; † 12. April 1889 in Victoria, Kanada) war ein schottisch-kanadischer Unternehmer und Politiker in British Columbia.

## Frühe Jahre in Schottland
Robert Dunsmuir wurde als Sohn des 20-jährigen James Dunsmuir und dessen Frau Elizabeth geboren. Seine Familie war in seiner Heimat Ayrshire im Kohlegeschäft engagiert. 1832 starb fast die gesamte Familie von Robert Dunsmuir junior – Mutter, Vater, Großmutter und zwei seiner drei Schwestern – innerhalb weniger Tage an Cholera. Drei Jahre später starb der Großvater, der mittlerweile recht wohlhabend geworden war, und hinterließ ein Drittel seines Vermögens seinen verwaisten Enkelkindern. Dunsmuir wurde in der Kilmarnock Academy eingeschult und führte seine schulische Ausbildung an der Paisley Mercantile and Mechanical School fort. Anschließend machte er bei seinem Onkel eine Ausbildung in dessen Kohlegruben. 1847 heiratete er Joan White; die erste gemeinsame Tochter kam acht Tage nach der Eheschließung zur Welt, die zweite zwei Jahre später.
Gegen Ende des Jahres 1850 unterzeichnete der Onkel von Dunsmuir, Boyd Gilmour, einen Vertrag mit der Hudson’s Bay Company (HBC) zur Förderung von Kohle in Fort Rupert an der nordöstlichen Küste von Vancouver Island in Kanada. Als die Arbeiter, die mit dorthin reisen sollten, von den dortigen Lebensbedingungen erfuhren, machten viele von ihnen einen Rückzieher, so dass sich Robert Dunsmuir kurz entschlossen 24 Stunden vor der Abreise der Gruppe anschloss. Mit der Pekin dauerte die Reise via Kap Hoorn nach Fort Vancouver 191 Tage. Acht Tage später gebar Joan Dunsmuir ihr drittes Kind, James Dunsmuir. Am 18. Juli 1851 reiste die Gruppe weiter nach Fort Rupert.

## Geschäfte mit Kohle
Am 9. August 1851 kamen die Schotten in Fort Rupert an, und die dreijährige Laufzeit des Vertrages mit HBC begann. Ein Jahr lang versuchte Gilmour erfolglos, in Fort Rupert eine Kohlenproduktion aufzubauen, bis ihn Gouverneur James Douglas beauftragte, nach Nanaimo zu gehen, wo eine Kohlelagerstätte entdeckt worden war. 1854 endete der Vertrag mit der HBC. Als sich Gouverneur Douglas weigerte, die Zahlungen zu erhöhen, kehrte Gilmour nach Schottland zurück, sein Neffe blieb jedoch. 1855 weigerte sich Dunsmuir, an einem Streik der Kohlebergleute teilzunehmen, und dafür durfte er auf eigene Rechnung eine Grube ausbeuten, die von der HBC aufgegeben worden war. Zwei Jahre später wurden Horace Douglas Lascelles und drei weitere Schiffsoffiziere auf ihn aufmerksam, die ihn überzeugten, die Harewood Coal Mining Company zu leiten. Das Unternehmen war kein Erfolg wegen fehlenden Kapitals und wurde von der Vancouver Coal Mining and Land Company (VCMLC) aufgekauft, aber Dunsmuir hatte sich inzwischen einen Namen als kundiger Bergmann gemacht und wurde von der VCMLC als Grubenaufseher engagiert.
Durch den Auslauf des Pachtvertrags der HBC war es auch Dritten möglich, Lagerstätten für sich abzustecken. Im Oktober 1869 war Dunsmuir zum Angeln am Diver Lake, wenige Meilen nordwestlich von Nanaimo, als er dort einen Kohleausläufer fand. Er stach sich einen Claim von sechs Quadratkilometern ab, der die nördliche Hälfte des Sees umfasste und bis nach Wellington reichte. Um eine Lagerstätte dieser Größe auszubeuten, war ein Unternehmen notwendig, und so gründete er Dunsmuir, Diggle & Company. Seine Söhne James und Alexander sowie weitere Partner verließen das Unternehmen wieder, nachdem die Formalitäten erledigt worden waren. Wadham Diggle, Kapitän des Schiffes Boxer investierte 8000 $ in das Unternehmen, und Konteradmiral Arthur Farquhar, Kommandeur der Pacific Station 12.000 $. Im Jahre 1873 produzierte die Wellington-Grube 16.000 Tonnen Kohle von den insgesamt 40.000 Tonnen auf Vancouver Island, 1875 waren es schon 50.000 Tonnen jährlich. Wichtigste Abnehmer waren San Francisco und die Royal Navy. 1881 gab Dunsmuir an, dass der jährliche Kohlenausstoß aus seinen Gruben rund 180.000 Tonnen betrug, von denen rund 85 Prozent exportiert wurden. Er beschäftigte rund 550 Arbeiter, von denen mehr als die Hälfte Chinesen waren, und expandierte ständig. 1879 wurde Farquhar ausbezahlt und 1883 Diggle; das Unternehmen warf inzwischen 500.000 $ Gewinn ab und hieß fortan R. Dunsmuir & Sons.
Innerhalb von zehn Jahren hatte Dunsmuir ein Kohleimperium aufgebaut. Zudem investierte er auf Vancouver Island in Immobilien und in eine Eisengießerei, in ein Theater in Victoria, in landwirtschaftliche Grundstücke sowie in ein Deichprojekt. Seinen Arbeitern zahlte er niedrigere Löhne als seine Mitbewerber, und er bevorzugte Asiaten, die bereit waren, für die Hälfte der üblichen Löhne zu arbeiten. Seine Kohlegruben waren sicherer als die der VCMLC, obwohl Robert Dunsmuir auch viele Forderungen nach besseren Sicherheitsvorkehrungen ablehnte. Schließlich passierte 1876 in der Wellingtongrube ein schweres Unglück. Im Jahr darauf kam es zu einem Streik, bei dem Dunsmuir seine Arbeiter für vier Monate aussperrte und Militär sowie Polizei anforderte, um die Streikenden zu drangsalieren. Anschließend waren die Bergleute gezwungen, für Löhne, die ein Drittel niedriger waren als zuvor, zu arbeiten.

## Eisenbahn
Robert Dunsmuir war einer der Mitbegründer der Esquimalt and Nanaimo Railway. Das Unternehmen baute eine Eisenbahnlinie von Esquimalt nach Nanaimo, die später bis nach Wellington (Victoria) und Courtenay verlängert wurde. Das Unternehmen erhielt eine Konzession für 20 Prozent der Fläche von Vancouver Island als Anreiz, die Eisenbahnlinien auszubauen und zu betreiben. Ein Haltepunkt der Bahn wurde nach Dunsmuir benannt.

## Politik
1882 wurde Dunsmuir – während er sich auf Reisen in Europa befand – für den Wahlkreis Nanaimo in die Legislativversammlung von British Columbia gewählt, vier Jahre später wiedergewählt und in das Kabinett berufen. Zum Zeitpunkt seines Todes 1889 befand er sich noch im Amt.

## Dunsmuir in Kalifornien
Der Überlieferung zufolge kam Alexander Dunsmuir 1888 nach Siskiyou County in Kalifornien. Dort soll es ihm so gut gefallen haben, dass er einen Brunnen für eine neue Stadt spenden wollte, falls diese nach ihm benannt würde. Neueren Erkenntnissen zufolge kann es sich so nicht abgespielt haben. Tatsache bleibt allerdings, dass der Ort nach der Familie Dunsmuir benannt wurde, aber wahrscheinlich als erstes, und dann der Brunnen gespendet. Der Brunnen, der zwischendurch durch Frost zerstört worden war, existiert noch heute und steht in der Nähe des City Park in Dunsmuir in Kalifornien.

## Craigdarroch Castle

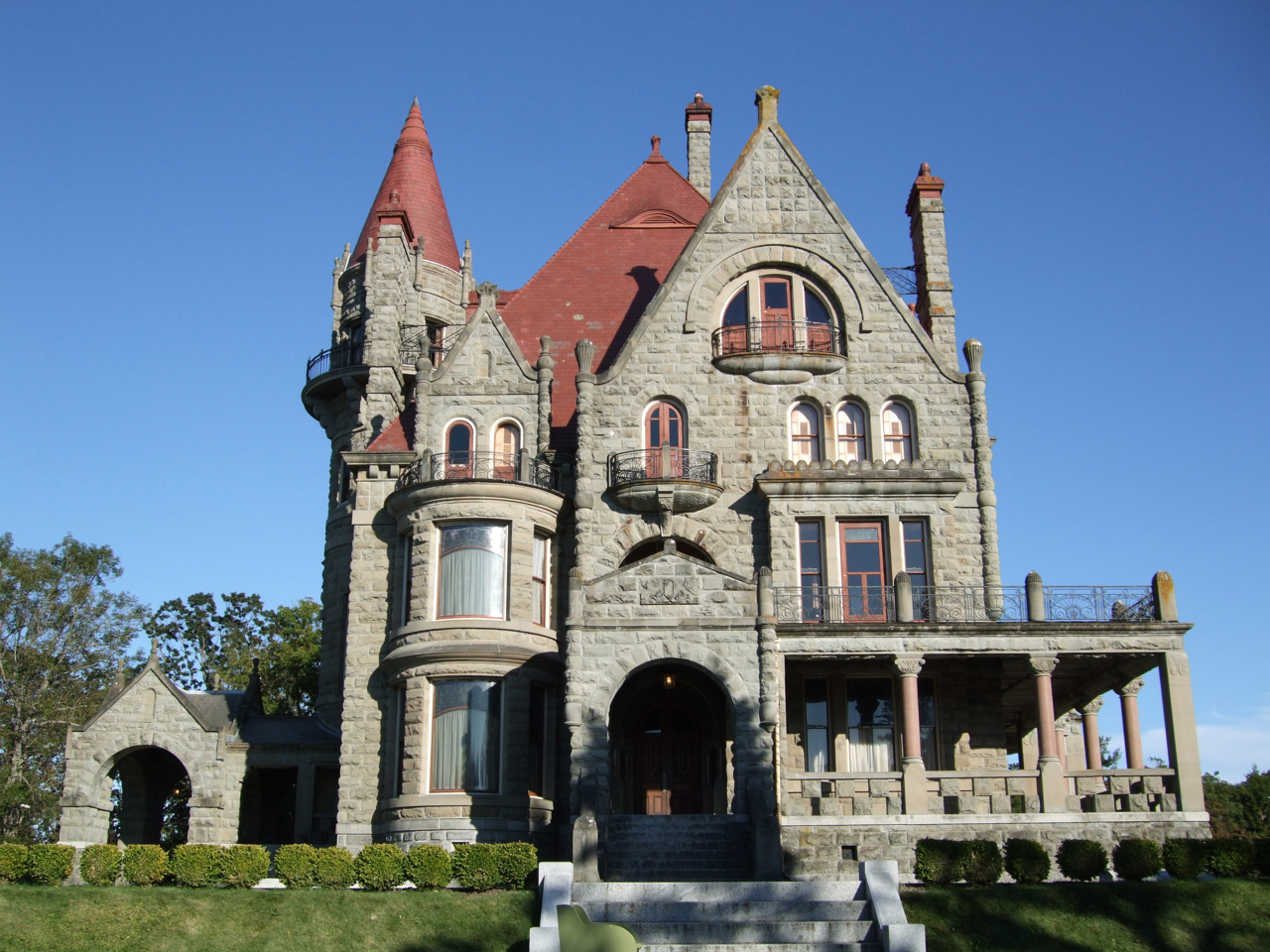
Craigdarroch Castle in Victoria

In Victoria ließ Robert Dunsmuir ab 1887 das Craigdarroch Castle für sich und seine Familie errichten. Drei seiner Töchter waren noch unverheiratet, und das Haus sollte gesellschaftlichen Anlässen dienen. Architekt war der US-Amerikaner Henry Hobson Richardson, der das Gebäude in dem von ihm kreierten Richardson Romanesque-Stil erbauen ließ. Dunsmuir selbst wohnte nie in dem Haus, da er drei Jahre nach Baubeginn und vor Fertigstellung starb. 1890 bezog die Witwe das Haus mit den drei Töchtern und zwei verwaisten Enkelkindern und lebte dort 18 Jahre. Wegen Erbstreitigkeiten entzweite sie sich mit ihren Söhnen. Obwohl sie und Robert Dunsmuir sich in den letzten Jahren seines Lebens entfremdet hatten, hatte er ihr sein gesamtes Vermögen vermacht und die Söhne, entgegen seinen Versprechungen, nicht bedacht. Als Joan Dunsmuir 1908 starb, hatten sie und ihr Sohn James – Bruder Alexander war schon verstorben – jahrelang nicht miteinander gesprochen. Vor der Beerdigung von Joan Dunsmuir gab es Berichte in den Zeitungen, dass James Dunsmuir, mittlerweile Premierminister von British Columbia, nicht daran teilnehmen werde, aber er änderte seine Meinung schließlich doch.
Von 1920 bis 1946 wurde das Gebäude von der University of Victoria genutzt. 1994 fanden am Castle Dreharbeiten für den Film Betty und ihre Schwestern statt.
Craigdorrach Castle wurde am 8. Juni 1992 von der kanadischen Regierung zur National Historic Site of Canada erklärt. Seit 1959 besteht eine Gesellschaft, die für die Erhaltung und Restaurierung des Hauses sorgt.

## Familie

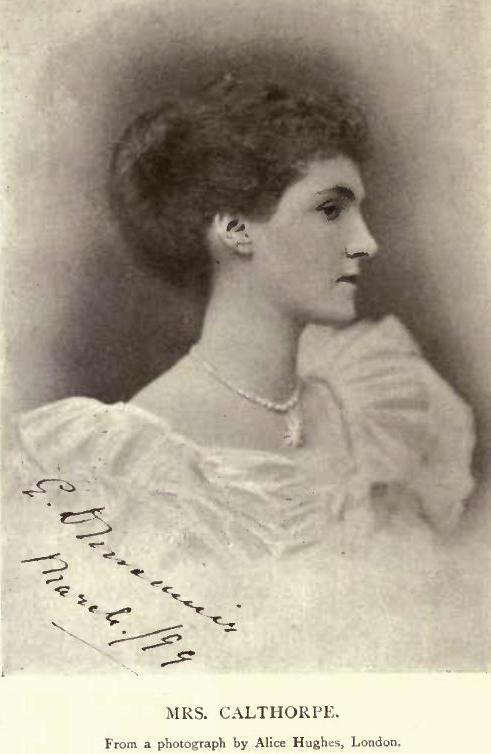
Effie Calthorpe, geborene Dunsmuir

Joan und Robert Dunsmuir hatten elf Kinder, zwei Söhne und neun Töchter, von denen eine als Kind starb.
Der ältere Sohn James Dunsmuir war vom 15. Juni 1900 bis zum 21. November 1902 Premierminister der Provinz British Columbia und von Mai 1906 bis Dezember 1909 Vizegouverneur. Die Tochter Anne Euphemia, genannt Effie, heiratete im März 1900 in London Somerset Gough-Calthorpe, späterer Admiral der Royal Navy. Maud Dunsmuir wurde durch ihre Heirat mit Sir Richard Musgrave Lady Musgrave.
Alexander Dunsmuir kam erst zehn Jahre nach dem Tode seines Vaters in den vollen Genuss seines Erbes. 20 Jahre lang hatte er unverheiratet mit einer Frau zusammengelebt, die er nach Auszahlung des Erbes heiratete. Sechs Wochen nach der Eheschließung, noch auf der Hochzeitsreise, starb er im Jahre 1900 in New York.

## Nachwirkung

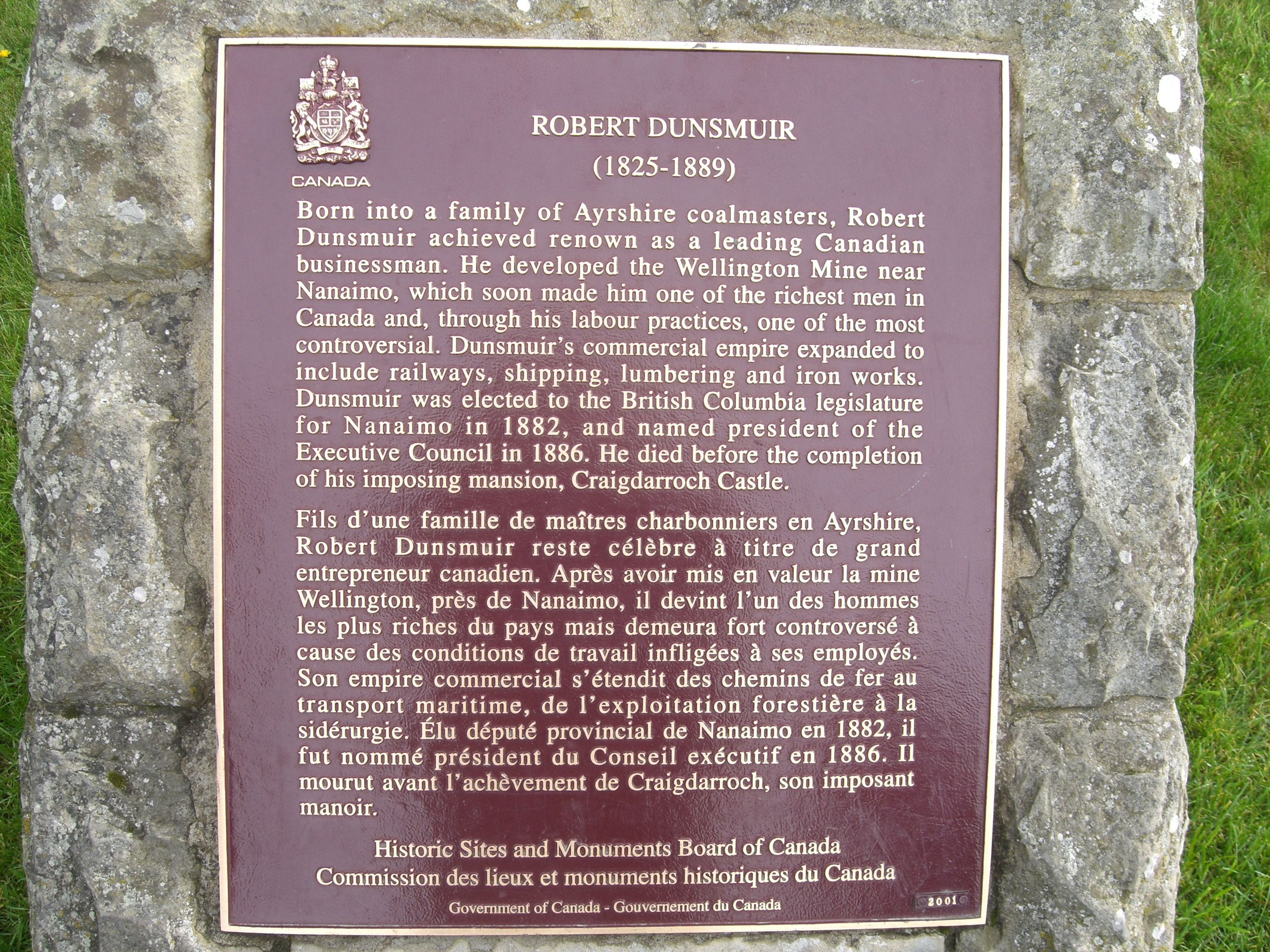
Erinnerungsplakette für Robert Dunsmuir

38 Jahre nachdem Robert Dunsmuir auf Vancouver Island angekommen war, wo er als Bergmann fünf Dollar in der Woche verdiente, starb er als reichster Mann von British Columbia. Er kontrollierte ein Familienimperium im Wert von rund 15 Millionen Dollar (nach heutigem Wert rund 380 Millionen Dollar).

„Robert Dunsmuir war und ist die umstrittenste Persönlichkeit in der Geschichte der Provinz. Von den meisten Historikern wird er als großer Pionier und Unternehmer angesehen, der sowohl seine Provinz formen wie auch sein persönliches Vermögen vergrößern wollte. Andererseits wird er in jüngster Zeit von Autoren, die sich mit der Industriegeschichte der Provinz beschäftigen, als Britisch Kolumbiens Symbol für ungezügelten Kapitalismus dargestellt sowie als gewissenloser Ausbeuter von Menschen und Material.“

Im Dictionary of Canadian Biography heißt es über Dunsmuir:

„Dunsmuir war ein scharfsinniger und opportunistischer Grubenbesitzer. Er hatte im Vergleich mit anderen Kohle-Unternehmern der 1870er und 1880er Jahre nicht besonders viel Glück oder war nicht besonders rücksichtslos, aber er hatte das Meiste aus den Vorteilen gemacht, die er gegenüber seinen Konkurrenten hatte.“

Im Jahr 1971 ehrte die kanadische Regierung, vertreten durch den für das Historic Sites and Monuments Board of Canada zuständigen Minister, Dunsmuir noch für sein Wirken und erklärte ihn zu einer „Person von nationaler historischer Bedeutung“. An diese Ehrung erinnert eine offizielle Plakette auf dem Gelände des Craigdarroch Castle.